# IC 1230
IC 1230 ist ein interagierendes Galaxienpaar im Sternbild Herkules am Nordsternhimmel.
Das Objekt wurde am 18. September 1890 von Lewis Swift entdeckt.